# Маркион
Маркион Синопски (на гръцки: Μαρκίων Σινώπης) понтийски християнски богослов, основател на течението на маркионизма.
Роден е около 85 година в Синоп в заможно семейство – според различни източници баща му е корабовладелец или епископ. Пребивава известно време в Рим, където е отлъчен от Църквата, заради неортодоксалните си възгледи – той смята старозаветния бог за по-низш от Бог Отец, бащата на Иисус Христос. След като напуска Рим се връща в Мала Азия, където има много последователи и проповядва по свое собствено Евангелие от Маркион. Маркионизмът е осъден от Православната църква като ерес – един от първите подобни случаи, който дава тласък за кодифицирането на Новия завет и църковната доктрина.
Маркион умира около 160 година.